# (32634) Sonjamichaluk
2001 RU103 (asteroide 32634) é um asteroide da cintura principal. Possui uma excentricidade de 0.04751920 e uma inclinação de 6.87610º.
Este asteroide foi descoberto no dia 12 de setembro de 2001 por LINEAR em Socorro.